# Jenő Fock
Jenő Fock (Budapest, 17 maggio 1916 – Budapest, 22 maggio 2001) è stato un politico ungherese, primo ministro dell'Ungheria dal 1967 al 1975.